# Équipe du Chili de rugby à XV
L'équipe du Chili de rugby à XV, surnommée Los Cóndores en référence à l'oiseau qui en est un symbole national, rassemble les meilleurs joueurs de rugby à XV du Chili et représente le pays lors de tous les matchs internationaux masculins.
Le premier match officiel de la sélection a eu lieu en 1936 contre l'Argentine. En 2015, l'équipe remporte pour la première fois le Championnat d'Amérique du Sud. Depuis 2016, le Chili participe à l'Americas Rugby Championship, en compagnie de l'équipe réserve de l'Argentine, du Brésil, du Canada, de l'Uruguay et des États-Unis. En 2022, le Chili se qualifie pour la première fois pour une Coupe du monde, devenant ainsi le troisième pays sud-américain à y parvenir, après l'Argentine et l'Uruguay.
Deux joueurs chiliens font partie du Temple de la renommée World Rugby : les frères Donald et Ian Campbell y sont intronisés en 2012.
L'équipe du Chili occupe la 22e place du classement World Rugby avant la Coupe du monde 2023.

## Organisation
La fédération chilienne de rugby à XV (FCR) est responsable de l'organisation du rugby à XV au Chili. La fédération est fondée en 1953 et est membre à part entière de World Rugby depuis 1991. La FCR est également membre fondateur de la Confederación Sudamericana de Rugby (CONSUR), aujourd'hui Sudamérica Rugby, en 1988.
La plus haute ligue de rugby à XV du pays est la Primera Nacional TOP 10, qui existe depuis 1948 et qui compte dix équipes, la plupart originaires de la capitale nationale Santiago. Depuis, la plupart des joueurs de l'équipe nationale sont issus de cette ligue et sont des amateurs. D'autres joueurs sont devenus des sportifs professionnels, notamment en France ou dans la Major League Rugby nord-américaine. Les joueurs de l'équipe nationale évoluant au Chili appartiennent pour la plupart à l'équipe professionnelle Selknam, qui participe depuis 2020 au Super Rugby Américas.
Outre l'équipe nationale proprement dite, la FCR convoque d'autres sélections. Comme d'autres nations de rugby, le Chili dispose d'une équipe nationale des moins de 20 ans qui participe aux championnats du monde correspondants, à laquelle s'ajoute l'équipe de rugby à sept.

## Histoire

### Introduction et diffusion du rugby au Chili
Comme dans d'autres pays d'Amérique du Sud, le rugby a été introduit dans les villes portuaires chiliennes par des immigrants britanniques à la fin du 19e siècle. Les premiers matchs de rugby documentés sur le sol chilien ont été joués par des immigrants britanniques à Santiago, Iquique et Valparaíso en 1894. La toute première rencontre aurait été jouée par les membres d'équipage d'un cargo anglais arrivé dans le port d'Iquique contre une équipe composée d'employés d'entreprises de salpêtre. Jusque dans les années 1930, le rugby au Chili était principalement le sport des descendants des immigrants britanniques. Le 4 mai 1953, la fédération chilienne de rugby à XV (FCR) est fondée.
Le Chili dispute son premier match le 20 septembre 1936 contre l'Argentine au stade Playa Ancha de Valparaíso, devant environ 3000 spectateurs. Les Chiliens sont battus 29-0. Sept jours plus tard, à l'occasion du match retour, les Argentins l'emportent de nouveau, sur le score de 31 à 3. Durant cette rencontre, le Chili marque les premiers points de son histoire, sur une pénalité de son ailier N. McIntosh. À cette période, il n'y avait que quatre club de rugby dans le pays : un à Valparaíso et trois à Santiago et les joueurs chiliens manquaient ainsi de concurrence pour progresser, ce qui s'est vu dans cette double confrontation face à l'Argentine. En 1938, le Chili joue en Argentine contre les Pumas, mais s'incline 3-33. Ensuite, en 1948, le Chili, emmené par Ian Campbell qui débute en équipe nationale et qui deviendra par la suite une légende du rugby de son pays, rencontre l'Uruguay pour son match suivant à Buenos Aires et s'impose 21 à 3. Il s'agit alors de la première victoire chilienne face à son rival uruguayen,.

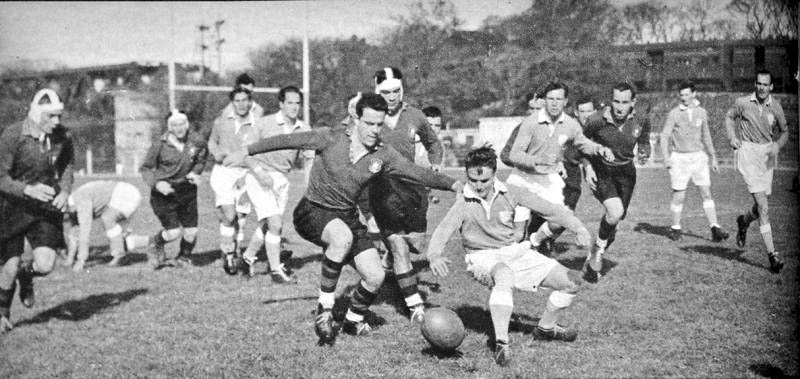
Match Uruguay-Chili au Championnat d'Amérique du Sud 1951

L'équipe chilienne devient plus compétitive et progresse dans les années 1950, notamment grâce à son capitaine Ian Campbell, l'un des meilleurs joueurs de l'histoire du pays. En février 1951, les Condores auraient dû participer aux premiers Jeux panaméricains à Buenos Aires, mais le tournoi de rugby n'a pas eu lieu pour des raisons d'organisation. Il est reporté à septembre et s'appelle désormais le tournoi ABCU (du nom des quatre pays participants). Lors de la première édition du Championnat d'Amérique du Sud en 1951, les Chiliens terminent à la troisième place sur quatre, derrière l'Argentine et l'Uruguay, mais devant le Brésil. En 1952, le Chili accueille l'Irlande à Santiago, mais s'incline 30 à 0. En 1954, le Chili rencontre une autre équipe du Tournoi des Cinq Nations, la France, et perd la partie 3-34. En 1958, le Chili termine deuxième de la deuxième édition du Championnat d'Amérique du Sud, après des victoires contre le Pérou et l'Uruguay et une défaite contre l'Argentine.

### Progression pour devenir l'une des trois meilleures équipes du continent
Dans les années 1960, le Chili réussit à s'établir dans le milieu de tableau sud-américain. Lors du Championnat d'Amérique du Sud de 1961, le Chili est battu de justesse par l'Argentine (11-3), ce qui est suivi par de nettes victoires contre l'Uruguay (5-28) et le Brésil (34-5). Le championnat sud-américain de 1964 commence pour les Chiliens par un match nul contre le Brésil et des défaites contre l'Uruguay et l'Argentine. En 1966, le Chili accueille les Springboks d'Afrique du Sud pour son premier test-match contre une équipe SANZAR, mais a perdu 72-0. Ensuite, seules trois équipes participent au Championnat sud-américain de 1967, le Chili battant l'Uruguay mais perdant face à l'Argentine. Le Championnat sud-américain de 1969 se déroule de la même manière.
Dans les années 1970, le Chili ne rencontre que des équipes sud-américaines. Dans le cadre du championnat sud-américain de 1971, le premier à cinq pays, le Chili perd encore contre l'Argentine mais bat l'Uruguay, après quoi il rencontre pour la première fois le Paraguay et s'impose 40-0. Les Condores terminent ainsi deuxième. Lors de l'édition de 1973, le Chili est battu de peu par l'Uruguay et de beaucoup par l'Argentine, après quoi il doit se contenter de la troisième place après deux victoires contre le Brésil et le Paraguay. Puis, durant le championnat sud-américain de 1975, les Condores obtiennent la deuxième place après avoir battu le Brésil, le Paraguay et l'Uruguay et perdu contre l'Argentine.
Comme dans les autres nations de rugby, les relations du Chili avec le régime d'apartheid de l'Afrique du Sud étaient ambiguës. Afin de contourner l'interdiction de jouer contre des équipes sud-africaines, une « équipe fantôme » appelée Sudamérica XV (également appelée Jaguares Sudamericanos) se forme en 1980 sous la direction de l'Argentine. Elle comprenait des joueurs de cinq pays d'Amérique du Sud, les Argentins en constituant plus de la moitié. Elle n'était pas officiellement reconnue par les fédérations participantes, mais était tacitement tolérée. Au cours des quatre années suivantes, la Sudamérica XV affronte l'équipe nationale sud-africaine, les Springboks, à huit reprises, mais ne remporte qu'un seul match, le 3 avril 1982 à Bloemfontein.
Dans les années 1980, l'entraîneur français Jean-Pierre Juanchich est chargé de superviser le rugby chilien et fait entrer l'équipe dans une nouvelle ère. L'Argentine, vainqueur invaincu de tous les championnats continentaux précédents, renonce à participer au championnat sud-américain en 1981. Cela donne aux autres participants la possibilité de remporter pour la première fois le titre de champion. Le Chili remporte de nettes victoires contre le Brésil et le Paraguay, mais est battu par l'Uruguay, qui devient champion d'Amérique du Sud pour la première fois. Deux ans plus tard, l'Argentine participe à nouveau et le Chili ne termine que troisième derrière l'Argentine et l'Uruguay, le même résultat final ayant été obtenu deux ans plus tard. En 1985, l'International Rugby Board (IRB, aujourd'hui World Rugby), qui était encore très exclusif à l'époque et ne comptait que huit membres, décide d'instaurer la Coupe du monde. Pour la première édition en 1987, l'IRB attribue neuf places par le biais d'invitations, mais le Chili n'est pas retenu. Ensuite, lors des championnats sud-américains de 1987 et 1989, les Condores terminent de nouveau à la troisième place derrière l'Argentine et l'Uruguay. En 1989, la fédération chilienne est l'un des membres fondateurs de la Confederación Sudamericana de Rugby (CONSUR), aujourd'hui Sudamérica Rugby, qui est admise au sein de l'IRB en 1989.

### Membre de World Rugby et participation aux qualifications pour les Coupes du monde
En 1991, le Chili devient membre à part entière de l'International Rugby Board, ce qui permet à l'équipe de participer aux qualifications pour la Coupe du monde. Cette même année, ils terminent à nouveau à la troisième place du Championnat d'Amérique du Sud. L'édition suivante en 1993 sert de premier tour de qualifications pour la Coupe du monde 1995, mais les Chiliens terminent en quatrième et dernière position de leur groupe, devancé cette fois par le Paraguay, en plus des habituels Argentine et Uruguay. De même lors des éditions 1997 et 1998.
En 1997, commence ses matchs de qualification pour la Coupe du monde 1999. Dans un premier temps, il s'impose largement face à Trinité-et-Tobago (6-35) puis contre les Bermudes (65-8) et se qualifie donc pour le tour suivant. Cependant, après une victoire 54 à 6 contre le Paraguay, les Chiliens sont battus par l'Uruguay 20 à 14, ce qui ne leur permet pas de se qualifier pour le Mondial.
À partir de 2000, les Championnats d'Amérique du Sud sont organisés chaque année, mais la hiérarchie des nations sur le continent n'a pas changé. Jusqu'en 2010, le Chili termine onze fois de suite à la troisième place derrière l'Argentine et l'Uruguay. En 2000, il a manqué deux points au Chili pour remporter sa première victoire contre l'Argentine. Ces performances se sont poursuivies au début des années 2000 et le Chili a remporté deux victoires faciles contre le Brésil puis le Paraguay lors des qualifications pour la Coupe du monde 2003, lui permettant d'accéder au dernier tour de qualification. Au dernier tour, le Chili affronte le Canada, l'Uruguay et les États-Unis. Le Chili gagne son match à domicile contre l'Uruguay, mais perd les deux matchs suivants contre les États-Unis et le Canada. Plus tard, les Chiliens ont toutefois réussi à surprendre les Américains en s'imposant 21-13 à Santiago. Malgré de meilleures performances, le Chili s'incline lors des deux matchs suivants et termine la qualification avec deux victoires et quatre défaites. En raison du nombre réduit d'essais marqués, le Chili termine à la dernière place et manque de nouveau les play-offs.
Les qualifications pour la Coupe du monde 2007 s'est déroulée de manière similaire, le Chili ayant battu le Paraguay et le Brésil au premier tour, mais s'étant incliné devant l'Argentine et l'Uruguay au deuxième tour. Le Chili rate donc de nouveau les barrages. Pire encore pour la Coupe du monde 2011, les Chiliens ne passent pas le premier tour des qualifications.
En 2010, le Chili commence presque la nouvelle décennie par une surprise, en étant sur le point de battre les Tonga, mais doit se contenter d'une courte défaite 30-32. L'année suivante, le Chili remporte sa première victoire en neuf ans contre l'Uruguay (21-18), ce qui lui permet de terminer le Championnat sud-américain 2011 à la deuxième place.
La décennie est marquée par des performances inconstantes. En 2013, le Chili commence les qualifications pour la Coupe du monde 2015 en battant le Brésil, mais s'incline encore face à l'Uruguay, avec le même résultat que lors de toutes les qualifications précédentes depuis 1999. L'année suivante, en 2014, le Chili touche le fond en s'inclinant pour la première fois face au Brésil lors du Championnat sud-américain 2014 et en terminant le tournoi à la dernière place du classement. Malgré le départ de l'Argentine qui quitte ce tournoi en raison d'autres engagements, le Chili n'a pas su saisir l'opportunité qui s'offrait à lui et a terminé quatrième en raison d'une différence de points inférieure. Toutefois, les Condores se ressaisissent rapidement et remportent pour la première fois le Championnat d'Amérique du Sud en 2015 après avoir battu le Brésil et le Paraguay et l'Uruguay 30-15.

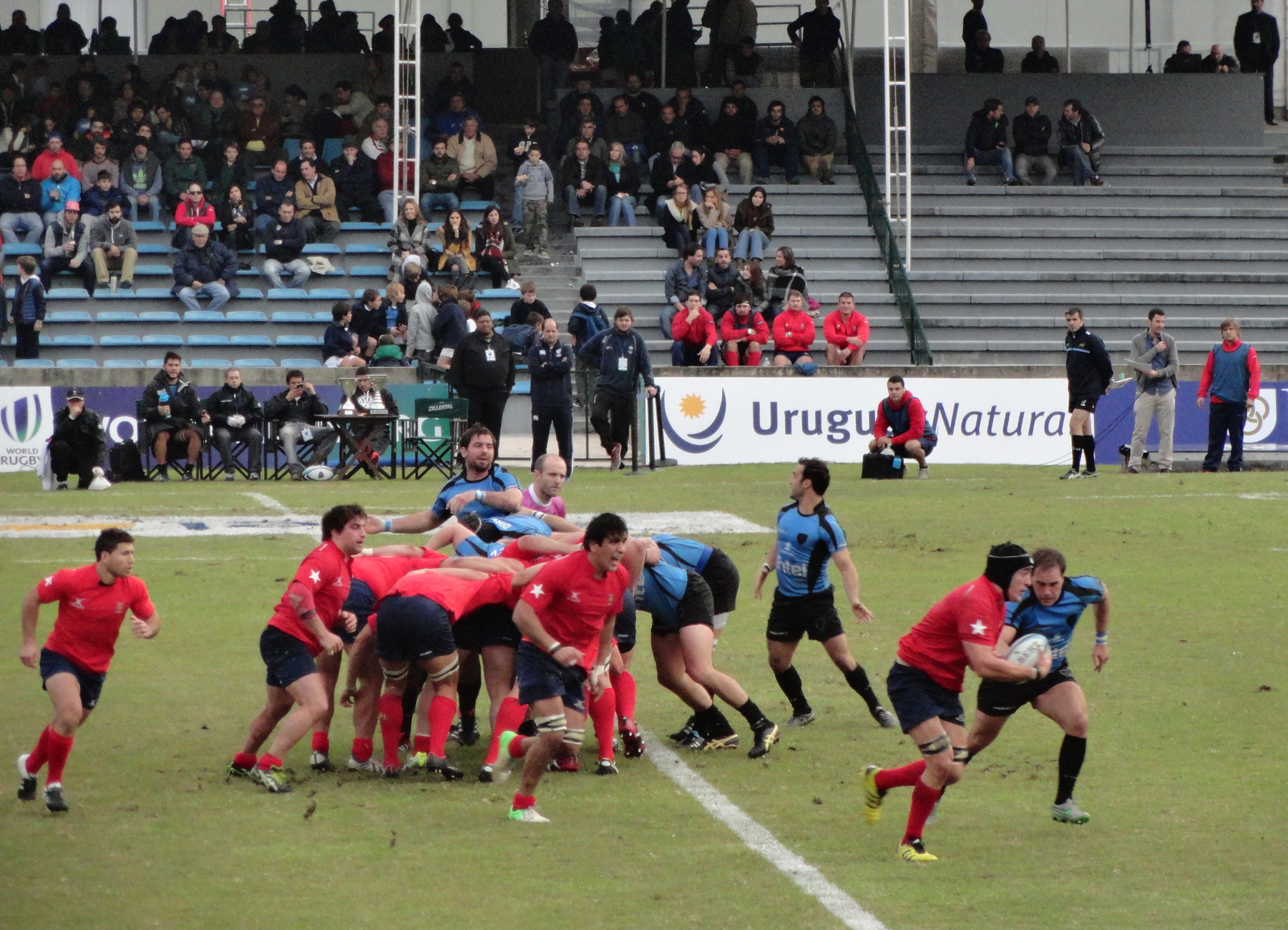
Le Chili (en rouge) affronte l'Uruguay en 2016 à l'occasion de l'Americas Rugby Championship.

À partir de 2016, les Chiliens participent également à l'Americas Rugby Championship, où les six meilleures équipes nationales du continent américain s'affrontent dans un tournoi toutes rondes, sur le modèle du Six Nations européen. Seule l'Argentine est représentée par son équipe réserve (les Jaguares) afin d'équilibrer la compétition. Ainsi, lors de la première édition de la compétition, le Chili remporte son premier match face au Brésil (25-22), avant de perdre toutes les autres rencontres et de terminer à la sixième place. L'issue est la même pour toutes les autres éditions jusqu'en 2019 inclus. Puis, à cause de la pandémie de Covid-19, il n'y a pas eu de Championnat d'Amérique du Sud ni d'Americas Rugby Championship pendant plusieurs années.

### Première Coupe du monde en 2023
L'équipe du Chili, dirigée par l'Uruguayen Pablo Lemoine, se qualifie pour la première fois de son histoire pour la Coupe du monde en vue de l'édition 2023 en tant que deuxième représentant de la zone Amériques. Malgré les pronostics en sa défaveur, elle écarte le Canada au premier tour de barrage, puis les États-Unis en s'imposant de deux points au match retour à l'extérieur grâce à une pénalité de Santiago Videla à quelques minutes de la fin, après s'être incliné à domicile d'un point une semaine plus tôt.
Pour ce mondial, sur les 33 joueurs sélectionnés, 30 jouent dans le seul club professionnel chilien, évoluant en Super Rugby Américas : Selknam.
Qualifié pour la poule D, constituée de l'Angleterre, de l'Argentine, des Samoa et du Japon, le Chili affronte pour son premier match ce dernier le 10 septembre 2023 au Stadium de Toulouse. Malgré deux essais inscrits, le Chili s'incline 42-12 et laisse une belle impression pour son tout premier match de l'histoire en Coupe du monde.

## Identité visuelle
Le maillot des équipes nationales adopte en février 2018 son propre logo, différent de celui de la fédération ; il met en avant un condor, symbole à l'origine du surnom des joueurs chiliens, los Cóndores,. Un nouveau logo blasonné au style plus traditionnel est instauré deux ans plus tard.

Évolution du logo
Logo de 2018 à 2020.
Logo instauré en 2020.

## Palmarès

### Coupe du monde
Le tableau suivant récapitule les performances des Chiliens en Coupe du monde.
| Édition | Organisateur                  | Place         | Commentaire            |
| ------- | ----------------------------- | ------------- | ---------------------- |
| 1987    | Nouvelle-Zélande et Australie | Non invitée   |                        |
| 1991    | Angleterre                    | Non qualifiée |                        |
| 1995    | Afrique du Sud                | Non qualifiée |                        |
| 1999    | Pays de Galles                | Non qualifiée |                        |
| 2003    | Australie                     | Non qualifiée |                        |
| 2007    | France                        | Non qualifiée |                        |
| 2011    | Nouvelle-Zélande              | Non qualifiée |                        |
| 2015    | Angleterre                    | Non qualifiée |                        |
| 2019    | Japon                         | Non qualifiée |                        |
| 2023    | France                        | 5e de poule   | Première participation |

### Americas Rugby Championship
- 2016 : sixième et dernière place
- 2017 : sixième et dernière place
- 2018 : sixième et dernière place
- 2019 : sixième et dernière place

## Effectif
Les joueurs cités ci-dessous ont été sélectionnés par Pablo Lemoine participer à la Coupe du monde 2023.
Le 8 septembre, Nicolás Garafulic déclare forfait, il est remplacé par Cristóbal Game.
Le nombre de sélections et de points inscrits a été mis à jour le 29 août 2023.

### Les avants
| Nom                      | Naissance        | Sélections (Pts marqués) | Équipe professionnelle | Club national        | Année de 1re sélection |
| Talonneurs               | Talonneurs       | Talonneurs               | Talonneurs             | Talonneurs           | Talonneurs             |
| ------------------------ | ---------------- | ------------------------ | ---------------------- | -------------------- | ---------------------- |
| Augusto Böhme            | 11 juin 1997     | 22 (25)                  | Selknam                | ?                    | 2019                   |
| Tomás Dussaillant        | 6 octobre 1990   | 36 (10)                  | Selknam                | Old Grangonian       | 2016                   |
| Diego Escobar            | 17 avril 2000    | 5 (5)                    | Selknam                | Craighouse Old Boys  | 2021                   |
| Piliers                  |                  |                          |                        |                      |                        |
| Javier Carrasco          | 24 août 1997     | 19 (0)                   | Selknam                | Old Reds             | 2019                   |
| Matías Dittus            | 16 juillet 1993  | 21 (25)                  | CA Périgueux           | -                    | 2019                   |
| Iñaki Gurruchaga         | 13 octobre 1995  | 9 (0)                    | Selknam                | Old Johns            | 2016                   |
| Vittorio Lastra          | 26 mars 1996     | 22 (0)                   | Selknam                | Old Macks            | 2017                   |
| Salvador Lues            | 6 novembre 1999  | 12 (5)                   | Selknam                | Craighouse Old Boys  | 2018                   |
| Esteban Inostroza        | 1er janvier 1994 | 1 (0)                    | Selknam                | ?                    | 2023                   |
| Deuxièmes lignes         |                  |                          |                        |                      |                        |
| Javier Eissmann          | 21 mars 1997     | 21 (0)                   | Selknam                | Universidad Católica | 2019                   |
| Pablo Huete              | 11 janvier 1989  | 30 (25)                  | Selknam                | Old Grangonian       | 2010                   |
| Santiago Pedrero         | 30 novembre 2000 | 6 (0)                    | Selknam                | Craighouse Old Boys  | 2021                   |
| Augusto Sarmiento        | 26 avril 1993    | 15 (5)                   | Selknam                | Prince of Wales CC   | 2016                   |
| Troisièmes lignes aile   |                  |                          |                        |                      |                        |
| Thomas Orchard           | 12 janvier 1997  | 12 (0)                   | Selknam                | Old Lions            | 2018                   |
| Clemente Saavedra        | 15 décembre 1997 | 20 (15)                  | Selknam                | ?                    | 2018                   |
| Martín Sigren            | 14 mai 1996      | 27 (15)                  | Doncaster Knights      | -                    | 2016                   |
| Ignacio Silva            | 16 février 1989  | 40 (15)                  | Selknam                | Prince of Wales CC   | 2010                   |
| Troisièmes lignes centre |                  |                          |                        |                      |                        |
| Alfonso Escobar          | 17 août 1997     | 18 (20)                  | Selknam                | Craighouse Old Boys  | 2018                   |
| Raimundo Martínez        | 25 novembre 1999 | 10 (10)                  | Selknam                | Prince of Wales CC   | 2019                   |

### Les arrières
| Nom               | Naissance          | Sélections (Pts marqués) | Équipe professionnelle | Club national        | Année de 1re sélection |
| Demis de mêlée    | Demis de mêlée     | Demis de mêlée           | Demis de mêlée         | Demis de mêlée       | Demis de mêlée         |
| ----------------- | ------------------ | ------------------------ | ---------------------- | -------------------- | ---------------------- |
| Lukas Carvallo    | 6 juillet 2001     | 6 (0)                    | Selknam                | Prince of Wales CC   | 2021                   |
| Nicolás Herreros  | 23 janvier 1990    | 5 (0)                    | Selknam                | ?                    | 2021                   |
| Marcelo Torrealba | 6 mai 1996         | 11 (10)                  | Selknam                | Old Grangonian       | 2021                   |
| Benjamín Videla   | 24 avril 2001      | 0 (0)                    | Selknam                | Old Grangonian       | -                      |
| Demis d'ouverture |                    |                          |                        |                      |                        |
| Rodrigo Fernández | 8 février 1996     | 23 (57)                  | Selknam                | Craighouse Old Boys  | 2016                   |
| Santiago Videla   | 16 janvier 1998    | 25 (204)                 | Selknam                | Old Grangonian       | 2017                   |
| Centres           |                    |                          |                        |                      |                        |
| Iñaki Ayarza      | 7 septembre 1999   | 14 (20)                  | Soyaux Angoulême       | -                    | 2019                   |
| Matías Garafulic  | 1er septembre 2000 | 12 (15)                  | Selknam                | Craighouse Old Boys  | 2021                   |
| José Larenas      | 14 septembre 1989  | 45 (55)                  | Selknam                | Universidad Católica | 2012                   |
| Domingo Saavedra  | 15 décembre 1997   | 24 (20)                  | Selknam                | ?                    | 2017                   |
| Ailiers           |                    |                          |                        |                      |                        |
| Pablo Casas       | 4 mars 1992        | 15 (10)                  | Selknam                | ?                    | 2016                   |
| Cristóbal Game    | 9 juillet 2000     | 1 (0)                    | Selknam                | ?                    | 2023                   |
| Franco Velarde    | 4 novembre 1994    | 16 (15)                  | Selknam                | ?                    | 2017                   |
| Arrières          |                    |                          |                        |                      |                        |
| Francisco Urroz   | 7 septembre 1993   | 13 (13)                  | Selknam                | Old Reds             | 2015                   |

## Joueurs emblématiques
- Cristóbal Berti.
- Ian Campbell, considéré comme le meilleur joueur chilien de l'histoire, le « père du rugby au Chili » ;
- Donald Campbell (es), qui a été intronisé au Temple de la renommée World Rugby en 2012 avec son frère Ian ;
- Alfonso Escobar ;
- Sebastián Gajardo ;
- Sebastián García ;
- Bernardo García ;
- Christian González ;
- Pablo Huete ;
- Cristian Onetto ;
- Sergio Valdés.

## Records
(décembre 2024).
- Si vous ne connaissez pas le sujet, laissez ce bandeau (vous pouvez alors contacter les auteurs).
- Si vous supprimez le contenu mis en cause (vous pouvez préalablement contacter les auteurs),

argumentez précisément cette suppression dans la page de discussion
(un manque de référence n'est pas un argument ; une recherche réelle de référence doit avoir été effectuée, être formellement documentée).

### Record de sélections
| #  | Nom               | Période   | Sélections |
| -- | ----------------- | --------- | ---------- |
| 1  | José Larenas      | 2012-2023 | 50         |
| 2  | Benjamin Madrigal | 2012-2019 | 43         |
| 3  | Tomás Dussaillant | 2016-2023 | 40         |
| 4  | Ignacio Silva     | 2010-2023 | 38         |
| 5  | Martín Sigren     | 2016-     | 37         |
| 6  | José Williams     | 2012-2019 | 34         |
| 6  | Ignacio Aninat    | 2010-2021 | 34         |
| 6  | Domingo Saavedra  | 2017-     | 34         |
| 6  | Santiago Videla   | 2017-     | 34         |
| 10 | Augusto Böhme     | 2019-     | 31         |

### Record d'essais marqués
| # | Nom                    | Période   | Essais |
| - | ---------------------- | --------- | ------ |
| 1 | José Larenas           | 2012-2023 | 11     |
| 2 | Italo Peñaloza         | 2014-2018 | 8      |
| 2 | Felipe Valdivia        | 2010-2017 | 8      |
| 2 | Rodrigo Fernández      | 2016-     | 8      |
| 5 | Tomas Vergara          | 2016-2019 | 7      |
| 5 | Benjamin Madrigal      | 2012-2019 | 7      |
| 5 | Santiago Videla        | 2017-     | 7      |
| 8 | Julio Blanc            | 2019-     | 5      |
| 9 | Nikola Milasevicius    | 2013-2021 | 4      |
| 9 | Francisco de la Fuente | 2008-2018 | 4      |

### Record de points marqués
| #  | Nom               | Période   | Points |
| -- | ----------------- | --------- | ------ |
| 1  | Javier Valderrama | 2008-2015 | 239    |
| 2  | Tomas Vergara     | 2016-2019 | 130    |
| 3  | Santiago Videla   | 2017-     | 116    |
| 4  | Matias Torrico    | 2014-2017 | 104    |
| 5  | Francisco Moller  | 2011-2019 | 73     |
| 6  | Rodrigo Fernández | 2016-     | 57     |
| 7  | José Larenas      | 2012-2023 | 55     |
| 8  | Italo Peñaloza    | 2014-2018 | 40     |
| 9  | Benjamin Madrigal | 2012-2019 | 35     |
| 10 | Martín Sigren     | 2016-     | 30     |